# Метод Лауэ

Метод Лауэ — метод исследования структуры кристаллов с помощью рентгеновских лучей.
Метод назван в честь немецкого физика Макса фон Лауэ, по предложению которого в 1912 году физики Вальтер Фридрих и Пауль Книппинг провели опыт.
В этом методе дифракционная картина возникает при просвечивании неподвижного монокристалла полихроматическим рентгеновским излучением. Метод позволяет быстро и наглядно установить сингонию и ориентацию кристалла, но по сравнению с монохроматическими методами оказался неудобен для исследования структуры из-за сложной формы спектра излучения рентгеновских трубок. Позже метод стали успешно применять на синхротронном излучении, где интенсивность слабо меняется в широком диапазоне длин волн, а монохроматизация нецелесообразна, так как ведёт к потере большей части энергии. По распределению интенсивности в пятне можно судить о степени совершенства кристалла и определять его дефекты: блочность, мозаичность, присутствие внутр. деформации и др.
Полученная дифракционная картинка называется лауэграммой.